# Hemiceras satelles
Hemiceras satelles är en fjärilsart som beskrevs av William Schaus 1906. Hemiceras satelles ingår i släktet Hemiceras och familjen tandspinnare. Inga underarter finns listade i Catalogue of Life.